# Cultura Pré-Sesklo
Pré-Sesklo foi uma cultura do Neolítico Antigo da Grécia. Em Achilleio e Nea Makri foram identificadas lareiras coletivas; em Prodromos houve enterros secundários. Esta cultura desenvolve a barbotina (argila com água) e uma cerâmica decorada com impressões de conchas.